# Demen Roumen
Demen Roumen (Elsloo, 9 mei 1996) is een Nederlands voetballer. Hij ging in augustus 2017 aan de slag bij EVV, nadat zijn aflopende contract bij Fortuna Sittard niet werd verlengd. In 2021 verkaste hij naar SV Meerssen.

## Carrière
Roumen verruilde in 2005 SV Haslou voor de jeugdopleiding van Fortuna Sittard. Hij maakte op 1 mei 2015 zijn debuut in de Eerste divisie tegen De Graafschap. Roumen kwam in de 61e minuut het veld in als vervanger van Sem de Wit. Hij wist echter nooit door te breken in Sittard. Aan het einde van het seizoen 2016/17 werd zijn aflopende contract niet verlengd.
Op 17 augustus 2017 vond Roumen met EVV een nieuwe club.

## Statistieken in het betaalde voetbal
| Seizoen | Club            | Land      | Competitie     | Competitie | Competitie | Beker | Beker | Totaal | Totaal |
| Seizoen | Club            | Land      | Competitie     | Wed.       | Dlp.       | Wed.  | Dlp.  | Wed.   | Dlp.   |
| ------- | --------------- | --------- | -------------- | ---------- | ---------- | ----- | ----- | ------ | ------ |
| 2014/15 | Fortuna Sittard | Nederland | Eerste divisie | 1          | 0          | 0     | 0     | 1      | 0      |
| 2015/16 | Fortuna Sittard | Nederland | Eerste divisie | 4          | 0          | 0     | 0     | 4      | 0      |
| 2016/17 | Fortuna Sittard | Nederland | Eerste divisie | 1          | 0          | 0     | 0     | 1      | 0      |